# Taula de veritat
La taula de valors de veritat, també coneguda com a taula de veritat, és una eina desenvolupada per Charles Peirce en la dècada del 1880, sent no obstant això més popular el format que Ludwig Wittgenstein va desenvolupar en el seu Tractatus logico-philosophicus, publicat en 1921. S'empren en lògica per a determinar els possibles valors de veritat d'una expressió o proposició molecular. O si un esquema d'inferència, com argument, és formalment vàlid mostrant que, efectivament, és una tautologia.
Considerant dues proposicions A i B, cadascuna com un tot (sigui com proposició atòmica o molecular) i així mateix cada una amb els seus dos possibles valors de veritat: V (veritable) i F (fals), i considerant la seva relació "$" com variable de qualsevol relació sintàctica possible que defineixi una funció de veritat, podrien succeir els casos següents: NOTA: Les proposicions A, B, C... majúscules simbolitzen qualsevol proposició, atòmica o molecular, pel que pròpiament són expressions metalingüístiques respecte al llenguatge objecte de la lògica proposicional, generalment simbolitzades amb minúscules p, q, r, s... com proposicions atòmiques.
|   |   | 1   | 2   | 3   | 4   | 5   | 6   | 7   | 8   | 9   | 10  | 11  | 12  | 13  | 14  | 15  | 16  |
| A | B | A$B | A$B | A$B | A$B | A$B | A$B | A$B | A$B | A$B | A$B | A$B | A$B | A$B | A$B | A$B | A$B |
| V | V | V   | V   | V   | V   | V   | V   | V   | V   | F   | F   | F   | F   | F   | F   | F   | F   |
| V | F | V   | V   | V   | V   | F   | F   | F   | F   | V   | V   | V   | V   | F   | F   | F   | F   |
| F | V | V   | V   | F   | F   | V   | V   | F   | F   | V   | V   | F   | F   | V   | V   | F   | F   |
| F | F | V   | F   | V   | F   | V   | F   | V   | F   | V   | F   | V   | F   | V   | F   | V   | F   |

Les dues primeres columnes de la taula ens mostren els quatre casos de combinació possibles segons el valor de veritat d'A i de B. Tenim per tant 4 línies, i 16 columnes que representen tots els possibles valors que poden donar-se segons es defineixi una funció de veritat qualsevol.
D'aquesta forma podem conèixer mecànicament, és a dir mitjançant algorisme, el valor de veritat de qualsevol connexió lògica, sempre que prèviament l'hàgim definit com a funció de veritat.
Es fa necessari definir totes les relacions establertes per les connexions en valors de veritat.
En el càlcul de deducció natural solen definir-se les següents funcions de veritat:
- ¬ (també NOT, ¯) = Negació. «no»
- {\displaystyle \land } (també &, AND) = Definida en la columna 8, com «i» conjunció, producte.
- {\displaystyle \lor } (també OR) = Definida en la columna 2 com «o» incloent («... o ...»), disjunció, suma.
- → = Definida en la columna 5, com «si... llavors...», condicional, implicació.
- {\displaystyle \iff } = Definida en la columna 7 com «... si i només si...», bicondicional, coimplicador o equivalència.

Es poden definir altres, com es fa en la lògica de circuits, sempre que se li trobi un sentit lògic pertinent. Per això poden haver-hi diversos sistemes de càlcul segons les funcions que es defineixin.
D'altra banda algunes funcions poden definir-se com combinació d'unes altres. Per exemple la funció A → B és equivalent a la funció combinada ¬(A ∧ ¬ B), com pot comprovar-se fent la taula de veritat. Aquest tipus d'equivalències són molt útils per a l'establiment de regles per al càlcul deductiu, perquè en ser equivalències suposen una tautologia, com llei lògica.
Malauradament, com veiem en les definicions, hi ha diverses formes de simbolització gràfica de les funcions, si bé això no és obstacle per a la seva definició.

## Funcions de veritat
- Negació (¬)

Consisteix a canviar el valor de veritat d'una variable proposicional.
| {\displaystyle A} | {\displaystyle \lnot A} |
| ----------------- | ----------------------- |
| V                 | F                       |
| F                 | V                       |

- Conjunció {\displaystyle \land }

La proposició molecular serà veritable només quan ambdues variables proposicionals siguin veritables.(Columna 8 de la taula de funcions possibles)
| {\displaystyle A} | {\displaystyle B} | {\displaystyle A\land B} |
| ----------------- | ----------------- | ------------------------ |
| V                 | V                 | V                        |
| V                 | F                 | F                        |
| F                 | V                 | F                        |
| F                 | F                 | F                        |

- Disjunció {\displaystyle \lor }

La proposició molecular serà veritable quan una o ambdues variables proposicionals siguin veritables.(Columna 2 de la taula de funcions possibles)
| {\displaystyle A} | {\displaystyle B} | {\displaystyle A\lor B} |
| ----------------- | ----------------- | ----------------------- |
| V                 | V                 | V                       |
| V                 | F                 | V                       |
| F                 | V                 | V                       |
| F                 | F                 | F                       |

- Condicional (→)

La proposició molecular serà veritable quan es compleixi que, si és veritable A, llavors ho és B. (Columna 5 de la taula de funcions possibles)
| {\displaystyle A} | {\displaystyle B} | {\displaystyle A\rightarrow B} |
| ----------------- | ----------------- | ------------------------------ |
| V                 | V                 | V                              |
| V                 | F                 | F                              |
| F                 | V                 | V                              |
| F                 | F                 | V                              |

- Bicondicional (↔, si i només si)

La proposició molecular serà veritable quan ambdues variables proposicionals tinguin alhora el mateix valor de veritat. (Columna 7 de la taula de funcions possibles)
| {\displaystyle A} | {\displaystyle B} | {\displaystyle A\leftrightarrow B} |
| ----------------- | ----------------- | ---------------------------------- |
| V                 | V                 | V                                  |
| V                 | F                 | F                                  |
| F                 | V                 | F                                  |
| F                 | F                 | V                                  |

- Disjunció exclusiva {\displaystyle {\bar {\lor }}}

La proposició molecular serà veritable només quan una de les dues variables proposicionals sigui veritable, però no les dues. (Columna 10 de la taula de possibles valors)
| {\displaystyle A} | {\displaystyle B} | {\displaystyle A{\bar {\lor }}B} |
| ----------------- | ----------------- | -------------------------------- |
| V                 | V                 | F                                |
| V                 | F                 | V                                |
| F                 | V                 | V                                |
| F                 | F                 | F                                |

## Taules de veritat
Les taules ens mostren els possibles valors de veritat de qualsevol proposició molecular, així com l'anàlisi de la mateixa en funció de les proposicions que la integren, trobant-nos amb els següents casos:

### Veritat Indeterminada
S'entén per veritat contingent, o veritat de fet, aquella proposició que pot ser veritable o falsa, segons els valors de les proposicions que la integren. Sigui el cas: A \ /(B \/ C).
La seva taula de veritat es construeix de la següent manera: 
Vuit files que responen als casos possibles que poden donar-se segons el valor V o F de cadascuna de les proposicions A, B, C.
Una columna en la qual s'estableixen els valors de B \/ C segons la definició del disjuntor.
Una columna en la qual s'estableixen els valors de la conjunció de la columna en la qual estan els valors d'A amb valors de la columna B \/ C, aplicant la definició del conjuntor als valors, que representaran els valors de la proposició completa A \ /(B \/ C).
| A | B | C | B\/C | A/\(B\/C) |
| - | - | - | ---- | --------- |
| V | V | V | V    | V         |
| V | V | F | V    | V         |
| V | F | V | V    | V         |
| V | F | F | F    | F         |
| F | V | V | V    | F         |
| F | V | F | V    | F         |
| F | F | V | V    | F         |
| F | F | F | F    | F         |

On podem comprovar quan i per què la proposició A \/(B\/C) és V i quan és F

### Contradicció
S'entén per proposició contradictòria, o contradicció, aquella proposició que en tots els casos possibles de la seva taula de veritat el seu valor sempre és F. Dit d'una altra manera, el seu valor F no depèn dels valors de veritat de les proposicions que la formen, sinó de la forma que estan establertes les relacions d'unes amb unes altres. Sigui el cas: %[(A \B//\¬(A\/B)]/\C.
Apliquem la definició de conjuntor als valors d'A i B. Després apliquem la definició de disjuntor als valors d'A i B. Apliquem en la columna següent el negador als valors de la columna anterior. Apliquem el conjuntor als valors de la columna (A \B/amb els de la columna ¬(A\/B). Finalment apliquem el conjuntor als valors de la columna de C amb la columna última el resultat de la qual ens dona els valors de %[(A \B//\¬(A\/B)]/\C
| A | B | C | A/\B | A\/B | ¬(A\/B) | (A/\B)/\¬(A\/B) | [(A/\B)/\¬(A\/B)]/\C |
| - | - | - | ---- | ---- | ------- | --------------- | -------------------- |
| V | V | V | V    | V    | F       | F               | F                    |
| V | V | F | V    | V    | F       | F               | F                    |
| V | F | V | F    | V    | F       | F               | F                    |
| V | F | F | F    | V    | F       | F               | F                    |
| F | V | V | F    | V    | F       | F               | F                    |
| F | V | F | F    | V    | F       | F               | F                    |
| F | F | V | F    | F    | V       | F               | F                    |
| F | F | F | F    | F    | V       | F               | F                    |

### Tautologia
S'entén per proposició tautològica, o tautologia, aquella proposició que en tots els casos possibles de la seva taula de veritat el seu valor sempre és V. Dit d'una altra manera, el seu valor V no depèn dels valors de debò de les proposicions que la formen, sinó de la forma que estan establertes les relacions sintàctiques d'unes amb unes altres. Sigui el cas: [(A→B)/\(B→C)] →(A→C)
Seguint la mecànica algorítmica de la taula anterior construirem la seva taula de veritat
| A | B | C | A→B | B→C | (A→B)/\(B→C) | (A→C) | [(A→B)/\(B→C)] →(A→C) |
| - | - | - | --- | --- | ------------ | ----- | --------------------- |
| V | V | V | V   | V   | V            | V     | V                     |
| V | V | F | V   | F   | F            | F     | V                     |
| V | F | V | F   | V   | F            | V     | V                     |
| V | F | F | F   | V   | F            | F     | V                     |
| F | V | V | V   | V   | V            | V     | V                     |
| F | V | F | V   | F   | F            | V     | V                     |
| F | F | V | V   | V   | V            | V     | V                     |
| F | F | F | V   | V   | V            | V     | V                     |

## Taules de veritat, proposicions lògiques i arguments deductius
En realitat tota la lògica està continguda en les taules de veritat, en elles se'ns manifesta tot el que impliquen les relacions sintàctiques entre les diverses proposicions. Malgrat la senzillesa de l'algorisme, apareixen dues dificultats.
- La gran quantitat d'operacions que cal fer per a una proposició amb més de 4 variables.

Aquesta dificultat ha estat magníficament superada per la rapidesa dels ordinadors, i no presenta cap dificultat.
- Que únicament serà aplicable a un esquema d'inferència, o argument quan la proposició condicionada, com conclusió, sigui prèviament coneguda, almenys com hipòtesi, fins a comprovar que la seva taula de veritat manifesta una tautologia.

Per això es construeix un càlcul mitjançant cadenes deductives: 
Les proposicions que formen l'antecedent de l'esquema d'inferència, es prenen com premissa d'un argument.
S'estableixen com a regles de càlcul algunes tautologies com a tals lleis lògiques (perquè garanteixen, pel seu caràcter tautològic, el valor V).
Es permet l'aplicació d'aquestes regles com regles de substitució de fórmules bé formades en les relacions que puguin establir-se entre aquestes premisses.
Deduint mitjançant la seva aplicació, com teorema, totes les conclusions possibles que hi hagi contingudes en les premisses.
Quan en un càlcul s'estableixen algunes lleis com principis o axiomes, el càlcul es diu que és càlcul axiomàtic.
El càlcul lògic així pot utilitzar-se com demostració argumentativa

## Aplicacions
L'aplicació més important de les taules de veritat procedeix del fet que, interpretant els valors lògics de veritat com 1 i 0 en el sentit:
Valor 1: corrent elèctric 
Valor 0: absència d'aquest corrent.
Els valors d'entrada o no entrada de corrent a través d'un díode pot produir una sortida 0 o 1 segons unes condicions definides com a funció segons les taules definides anteriorment.
Així s'estableixen les següents funcions: AND, NAND, OR, XOR NOR, que es corresponen amb les funcions definides en les columnes, 8, 9, 2, 10 I 15 respectivament, i la funció NOT.
En lloc de variables proposicionals considerem gràficament els possibles inputs com a EA, EB, i els corresponents outputs de SORTIDA com a 1, 0.
NOT
| EA | EB |
| -- | -- |
| 1  | 0  |
| 0  | 1  |

| EA | EB | AND | NAND | OR | XOR | NOR |
| -- | -- | --- | ---- | -- | --- | --- |
| 1  | 1  | 1   | 0    | 1  | 0   | 0   |
| 1  | 0  | 0   | 1    | 1  | 1   | 0   |
| 0  | 1  | 0   | 1    | 1  | 1   | 0   |
| 0  | 0  | 0   | 1    | 0  | 0   | 1   |

Aquesta aplicació fa possible la construcció d'aparells capaços de realitzar aquestes computacions a velocitats increïbles, anomenats per això computadors o ordinadors.
El desenvolupament d'aquests circuits i la seva estructuració mereix veure's en l'article porta lògica.
La taula de veritat és una eina imprescindible en la recuperació de dades en les bases de dades com Internet amb els motors de recerca o en una biblioteca amb els seus fitxers informatitzats. Així mateix s'utilitzen per a programar simulacions lògiques d'intel·ligència artificial amb llenguatges propis. També en models matemàtics predictors: meteorologia, màrqueting i molts altres.